# Sarah Burke
Pour les articles homonymes, voir Burke.
Sarah Burke (3 septembre 1982 – 19 janvier 2012) est une skieuse canadienne, professionnelle du ski freestyle et spécialiste de la discipline half-pipe. Née à Barrie et ayant grandi à Midland en Ontario, elle résidait dans la ville de Squamish en Colombie-Britannique avant son décès.
Elle compte quatre victoires aux Winter X Games et est sacrée championne du monde en 2005. 
Elle meurt à l'âge de 29 ans des suites d'une chute à l'entraînement à Park City.

## Palmarès

### Coupe du monde
- 2 petits globe de cristal :
  - Vainqueur du classement half-pipe en 2008 et en 2011.
- 6 podiums dont 5 victoires.